# Гордезиани, Ясон Давидович
Ясон Давидович Гордезиани (груз. იასონ დავითის ძე გორდეზიანი; 1876, Сакао — 1960, Батуми) — грузинский агроном, садовник-декоратор.

## Биография
В 1889—1893 годах получил агрономическое образование в Тбилисском земледельческом училище. В 1894—1909 годах руководил посадкой плодовых деревьев в питомниках и садах, садовых парках в разных уголках Грузии. В 1909—1911 годах изучал декоративное садоводство и зеленое строительство в Версальском национальном сельскохозяйственном институте, затем работал во Франции и Швейцарии. Когда-то он был сотрудником Королевского ботанического сада Кью.
В 1913 году Я. Д. Гордезиани из Батуми от известного специалиста субтропической флоры профессора А. Н. Краснова получил приглашение работать в недавно созданном ботаническом саду. В 1914—1917 годах он был исполнительным директором этого сада. Основные коллекции ботанического сада были выращены при его непосредственном участии. Вместе с Красновым он считается основателем Батумского ботанического сада.
Под непосредственным руководством Ясона Гордезиани  в Батумском ботаническом саду появились  Японский, Китайский, Мексикански  Австралийский, Чилийский, Ново-Зеландский,  Американский и Европейский отделы. Параллельно он проводил большую работу  по озеленению Батуми. Под его руководством были осуществлены многочисленные посадки на Батумском бульваре  и Пионерском парке, были расширены старые и построены новые питомники с теплицами и оранжереями, где тысячами выращивали декоративные и субтропические  растения. В городе появляются 9 новых  скверов, улицы озеленены пальмами и разнообразными субтропическими  растениями, в  Ангисе на 40 гектарах, был создан новый питомник.
С 1921 по 1948 год – начальником управления зеленых насаждений Батумского городского совета депутатов трудящихся, а с1948 по 1960 год – консультантом управления.